# José Manuel Lasa
José Manuel Lasa Urquia (Oiartzun, 21 maggio 1939) è un ciclista su strada spagnolo.
Professionista dal 1966 al 1971, è il fratello maggiore di Miguel María Lasa. Ha partecipato ai Giochi olimpici del 1964 nella prova in linea ed in tutte e tre le grandi corse a tappe cogliendo il miglior risultato nella Vuelta a España del 1969 conclusa al quarto posto.

## Carriera
Passò professionista sul finire del 1965 con la GAC dopo essersi messo in evidenza tra i dilettanti arrivando secondo ai campionati mondiali in linea di categoria e prendendo parte l'anno prima ai Giochi olimpici. Centrò la sua prima vittoria da professionista nel 1966 vincendo una tappa della Vuelta a La Rioja che concluse in terza posizione. Ottenne lo stesso piazzamento anche alla Setmana Catalana.
Nel 1967 prese parte al primo dei suoi due Tour de France senza tuttavia lasciare il segno. Si aggiudicò una tappa del Grand Prix du Midi Libre, ottenendo così la sua unica vittoria al di fuori della Spagna, e terminò quinto al Tour de Romandie. Si piazzò inoltre quinto alla Vuelta a Catalunya, decimo alla Euskal Bizikleta e quarto alla Vuelta a la Rioja e fu decimo nel campionato nazionale in linea. Venne convocato per i mondiali che concluse al sesto posto.
Nel 1968 partecipò alla sua prima Vuelta a España, piazzandosi secondo in due tappe. L'anno dopo alla Vuelta giunse quarto: arrivato terzo a pari merito con l'olandese Marinus Wagtmans, fu quest'ultimo a salire sul podio, poiché nel corso della competizione aveva ottenuto piazzamenti di tappa migliori rispetto a Lasa. Fu poi terzo nella Vuelta a Andalucía e quinto nella Vuelta a Levante e vinse la Klasika Primavera.
Rimasto senza squadra a fine 1970, gareggiò comunque per un'altra stagione per poi ritirarsi nel 1971.

## Palmarès
- 1966

1ª tappa Vuelta a La Rioja
- 1967

4ª tappa 2ª semitappa Grand Prix du Midi Libre
2ª tappa Vuelta a La Rioja
Memoria Uriona
- 1968

4ª tappa Euskal Bizikleta
- 1969

Klasika Primavera
- 1971

1ª tappa Vuelta a Mallorca

### Altri successi
- 1969

Circuito di Balmaseda
- 1970

Campionato nazionale spagnolo delle regioni a cronometro

## Piazzamenti

### Grandi giri
- Giro d'Italia

1970: 28º
- Tour de France

1967: 74º
1968: ritirato
- Vuelta a España

1968: 27º
1969: 4º
1970: 14º

### Classiche
- Milano-Sanremo

1967: 53º
1970: 40º

### Competizioni mondiali
- Campionati del mondo

San Sebastián 1965 - In linea Dilettanti: 2º
San Sebastián 1965 - Cronosquadre Dilettanti: 2º
Heerlen 1967 - In linea: 6º
Leicester 1970 - In linea: 28º
- Giochi olimpici

Tokyo 1964 - In linea: 24º